# منتخب إريتريا لكرة القدم
منتخب إرتيريا لكرة القدم (بالتغرينية: ጋንታ ኩዕሶ እግሪ አርትራ) ملقب بفتيان البحر الأحمر وهو المنتخب الوطني في إرتيريا ويديره اتحاد إريتريا لكرة القدم . لم يسبق له التأهل إلى بطولة كأس العالم أو كأس الأمم الأفريقية .
في عام 1962 فاز بكأس الأمم الأفريقية تحت اسم إثيوبيا، وكان يتكون في معظمه من لاعبين إريتريين.
أهم مشاركات المنتخب كانت:
- أحرز الفريق المركز الرابع عام 1994 في كأس سيكاف للأمم.
- أقام أول مباراة دولية عام 1992 ضد السودان وكانت النتيجة أريتريا 1-1 السودان.
- أكبر فوز كان عام 2009، أريتريا 3-1 الصومال في كأس سيكافا
- أكبر خسارة كان عام 2007، أنغولا 6-1 اريتريا في تصفيات الأمم الأفريقية.

## وصلات خارجية
- قائمة بيانات المنتخب من الموقع الرسمي للفيفا باللغة العربية